# Comando de asesinos
Comando de asesinos (en alemán: Sechs Pistolen jagen Professor Z, lit. 'Seis pistolas cazan al Profesor Z') es una película de eurospy de 1966 dirigida por Julio Coll y protagonizada por Antonio Vilar, Letícia Román y Peter van Eyck. Se realizó como una coproducción entre Portugal, España y Alemania Occidental.

## Argumento
Cuatro agentes secretos de diferentes países buscan en Lisboa al científico que descubrió la fórmula de crear una aleación que es completamente a prueba de balas y, como resultado, hace que las armas convencionales sean ineficaces.

## Reparto
- Antonio Vilar como Pierre Genet / Dick.
- Letícia Román como Ethel / Ellen Green.
- Peter van Eyck como Kramer / Jack Haskins.
- Américo Coimbra como Mike Danham / João.
- Mikaela como Anne Bardot.
- Artur Semedo como Mr. Bardot.
- Klausjürgen Wussow como Johansson / Bonnard.
- Corny Collins como Jenny Renoir.
- Ricardo Rubinstein como Comisario Oliveira.
- José Cardoso como Profesor Zandor.
- Ricardo Valle como Agente Andrade.
- Frank Braña
- Antonio Pica
- Mario Barros como Bob.
- Hermann Greegh como Peterson.
- Richard Wall como Antonio.

## Recepción
El alemán Lexikon des Internationales Films vio la cinta como una «película de entretenimiento con interludios cómicos organizados de acuerdo con clichés comerciales».
La Guía del video-cine de España vio la película como «abiertamente inspirada en la serie de películas de James Bond».